# Przestrzeń l1
Przestrzeń ℓ1 – przestrzeń Banacha ℓp przy p = 1; przestrzeń ciągów bezwzględnie sumowalnych, tj. przestrzeń wszystkich ciągów liczbowych (xn) dla których
{\displaystyle \|(x_{n})_{n=1}^{\infty }\|_{\ell _{1}}=\sum _{n=1}^{\infty }|x_{n}|<+\infty .}
Definicja ta rozszerza się na dowolne zbiory indeksów – dla dowolnego zbioru niepustego Г definiuje się przestrzeń ℓ1(Г) złożoną z funkcji skalarnych na Г, które są bezwzględnie sumowalne (w szczególności, zbiór elementów dziedziny każdej takiej funkcji na których jest ona niezerowa jest zbiór przeliczalny).

## Własności
- Przestrzeń ℓ1 nie jest refleksywna; jej przestrzeń sprzężona jest w naturalny sposób izomorficzna z przestrzenią ℓ∞, tj. przestrzenią wszystkich ograniczonych ciągów liczbowych. Dualność wyznaczona jest przez związek

{\displaystyle \langle x,y\rangle =\sum _{n=1}^{\infty }x_{n}\cdot y_{n},\;\;x=(x_{n})_{n=1}^{\infty }\in \ell _{1}\;{\big (}y=(y_{n})_{n=1}^{\infty }\in \ell _{\infty }{\big )}.}
Dla dowolnego zbioru Г również w podobny sposób można utożsamić (ℓ1(Г))* z ℓ∞(Г):
{\displaystyle \langle x,y\rangle =\sum _{\gamma \in \Gamma }x(\gamma )\cdot y(\gamma )\;\;{\big (}x\in \ell _{1}(\Gamma ),\;y\in \ell _{\infty }(\Gamma ){\big )}.}
Jeżeli przestrzeń Banacha E ma tę własność, iż przestrzeń sprzężona E* jest izometryczna z ℓ∞(Г), to E jest izometryczna z ℓ1(Г).
- Przestrzeń Banacha E jest projektywna, gdy dla każdej przestrzeni Banacha F, każdej przestrzeni F0 będącej obrazem pewnego (ograniczonego) operatora surjektywnego Q: F → F0 (por. twierdzenie o odwzorowaniu otwartym) oraz każdego operatora T0: E → F0 istnieje taki operator T: E → F, że T0 = QT. Każda projektywna przestrzeń Banacha jest izomorficzna z przestrzenią ℓ1(Г) dla pewnego zbioru Г[1][2].
- Przestrzeń ℓ1 ma bazę Schaudera (en) złożoną z ciągów spełniających warunki en(m) = 1, gdy m = n i en(m) = 0, gdy m ≠ n. Jest to bezwarunkowa baza Schaudera.
- Przestrzeń ℓ1 jest izomorficzna z sumą prostą swoich dwóch kopii, a także z ℓ1-sumą prostą ℓ1(ℓ1); por. metoda rozkładu Pełczyńskiego.
- Przestrzeń ℓ1 jest słabo ciągowo zupełna.

## Własność Schura
Przestrzeń ℓ1 ma własność Schura, tj. ciągi zbieżne w ℓ1 w sensie słabej topologii są również zbieżne w sensie normy. Fakt ten udowodnił I. Schur w 1921.
Dowód. Bez straty ogólności można ograniczyć się do wykazania, że jeżeli (fn) jest ciągiem elementów przestrzeni ℓ1 zbieżnym słabo do 0 (tj. ‹ fn, g › → 0 dla każdego g ∈ ℓ∞), to || fn || → 0. Ze słabej zbieżności ciągu (fn) wynika zbieżność punktowa do 0 (wystarczy rozważać elementy standardowej bazy przestrzeni c0 za funkcjonały g). Dowód będzie przebiegał przez kontrapozycję. Załóżmy, że ciąg norm || fn || nie zbiega do 0, ale zbiega do 0 słabo. Brak zbieżności w normie do 0 oznacza, że przy ustalonym ε > 0, istnieje taki podciąg (fnk), że || fnk || > ε dla wszelkich k. Ciąg (fn1) należy do ℓ1, a zatem istnieje takie M1 naturalne, że
{\displaystyle \textstyle \sum _{k\geqslant M_{1}}|f_{n_{1}}(k)|<{\frac {1}{100}}\varepsilon .}
Ponieważ || fn1 || > ε, zachodzi oszacowanie
{\displaystyle \textstyle \sum _{k\leqslant M_{1}}|f_{n_{1}}(k)|>\varepsilon -{\frac {1}{100}}\varepsilon ={\frac {99}{100}}\varepsilon .}
Istnieje zatem taki indeks nk2 > nk1 := n1, że
{\displaystyle \textstyle \sum _{k\geqslant M_{1}}|f_{n_{k_{2}}}(k)|<{\frac {1}{100}}\varepsilon .}
Musi zatem istnieć takie M2 > M1, że
{\displaystyle \textstyle \sum _{M_{1}\leqslant k\leqslant M_{2}}|f_{n_{k_{2}}}(k)|>{\frac {99}{100}}\varepsilon -{\frac {1}{100}}\varepsilon ={\frac {98}{100}}\varepsilon .}
Kontynuując ten proces indukcyjnie, można dojść do ściśle rosnącego ciągu liczb naturalnych (Mj) oraz podciągu fnkj o tej własności, że
{\displaystyle \textstyle \sum _{M_{j-1}\leqslant k\leqslant M_{j}}|f_{n_{k_{j}}}(k)|>{\frac {98}{100}}\varepsilon \;\;\;(j\geqslant 2).}
Niech g = (g(k)) będzie ciągiem liczbowym danym wzorem
{\displaystyle g(k)={\frac {\overline {f_{n_{k_{j}}}(k)}}{|f_{n_{k_{j}}}(k)|}},}
gdy k należy do przedziału [Mj, ..., Mj+1). Wówczas g ∈ ℓ∞ oraz || g || = 1. Ostatecznie, dla wszelkich j ≥ 2 zachodzi oszacowanie
{\displaystyle {\begin{array}{lcl}|\langle f_{n_{k_{j}}},g\rangle |&\geqslant &\left|\sum _{M_{j-1}\leqslant k<M_{j}}|f_{n_{k_{j}}}(k)g(k)|\right|-\left|\sum _{k<M_{j-1}}|f_{n_{k_{j}}}(k)g(k)|\right|-\left|\sum _{k\geqslant M_{j}}|f_{n_{k_{j}}}(k)g(k)|\right|\\&\geqslant &\left|\sum _{M_{j-1}\leqslant k<M_{j}}|f_{n_{k_{j}}}(k)g(k)|\right|-\|g\|\left|\sum _{k\neq M_{j-1},\ldots ,M_{j}-1}|f_{n_{k_{j}}}(k)|\right|\\&>&{\frac {98}{100}}\varepsilon -{\frac {1}{100}}\varepsilon -{\frac {1}{100}}\varepsilon \\&=&{\frac {96}{100}}\varepsilon ,\end{array}}}
które prowadzi do sprzeczności z założeniem o słabej zbieżności ciągu (fn) do 0.
W odróżnieniu od przestrzeni ℓ1, przestrzeń L1 nie ma własności Schura ponieważ zawiera nieskończenie wymiarową przestrzeń Hilberta (która jako przestrzeń refleksywna nie ma własności Schura).